# Batalla de Singapur
La batalla de Singapur, también conocida como la caída de Singapur, tuvo lugar en el teatro del Sudeste Asiático de la Segunda Guerra Mundial cuando el Imperio del Japón invadió la fortaleza británica de Singapur. Los combates duraron del 8 al 15 de febrero de 1942 y finalizaron con la conquista de Singapur por las tropas japonesas. Singapur era la principal base militar y puerto económico del Imperio británico en el sudeste asiático y había sido de gran importancia para la estrategia de defensa británica en el período de entreguerras. El primer ministro británico de la época, Winston Churchill, lo calificó como el "peor desastre" de la historia militar británica.
Antes de la batalla, el general japonés Tomoyuki Yamashita había avanzado con aproximadamente 30.000 hombres por la península malaya en la Campaña de Malasia. Los británicos consideraron erróneamente que el terreno selvático era intransitable, lo que llevó a un rápido avance japonés cuando las defensas aliadas fueron rápidamente flanqueadas. El teniente general británico, Arthur Percival, comandaba 85.000 soldados aliados en Singapur, aunque muchas unidades tenían poca fuerza y la mayoría carecían de experiencia. Los británicos superaban en número a los japoneses, pero gran parte del agua para la isla se extraía de los embalses del continente. Los británicos destruyeron la calzada, obligando a los japoneses a un cruce improvisado del estrecho de Johor. Singapur se consideraba tan importante que el primer ministro Winston Churchill ordenó a Percival que luchara hasta el último hombre.
Los japoneses atacaron la parte más débil de las defensas de la isla y establecieron una cabeza de playa el 8 de febrero. Percival había esperado un cruce en el norte y no logró reforzar a los defensores a tiempo. Los fallos de comunicación y liderazgo acosaron a los aliados y había pocas posiciones defensivas o reservas cerca de la cabeza de playa. El avance japonés continuó y los aliados comenzaron a quedarse sin suministros. Para el 15 de febrero, alrededor de un millón de civiles en la ciudad estaban hacinados en el área restante en poder de las fuerzas aliadas, el 1 por ciento de la isla. Los aviones japoneses bombardearon continuamente el suministro de agua civil, que se esperaba que fallara en cuestión de días. Los japoneses también estaban casi al final de sus suministros y Yamashita quería evitar costosos combates casa por casa.
Por segunda vez desde que comenzó la batalla, Yamashita exigió la rendición incondicional y en la tarde del 15 de febrero, Percival capituló. Alrededor de 80.000 soldados británicos, indios, australianos y locales se convirtieron en prisioneros de guerra, uniéndose a los 50.000 tomados en Malasia; muchos murieron por negligencia, abuso o trabajos forzados. Tres días después de la rendición británica, los japoneses comenzaron la purga de Sook Ching, matando a miles de civiles. Los chinos, que eran la población predominante en Singapur, habían proporcionado durante mucho tiempo apoyo material a China en su guerra con Japón. Este fue uno de los motivos para la invasión japonesa de Singapur y de las posteriores atrocidades infligidas por la ocupación japonesa a los chinos.[cita requerida]
Los japoneses controlaron Singapur hasta el final de la guerra. Alrededor de 40.000 soldados indios, en su mayoría reclutados, se unieron al Ejército Nacional Indio y lucharon con los japoneses en la campaña de Birmania. La caída de Singapur, el hundimiento del Prince of Wales y el Repulse, y otras derrotas frente a los japoneses en 1941-42 afectaron al prestigio británico en la región.

## Antecedentes
Singapur se encuentra en el extremo sur de la península de Malaca, con la que está comunicada mediante la carretera de Johor-Singapur. En 1942 era la principal base militar británica en el sudeste asiático.
Japón invadió Malasia británica (en inglés British Malaya) para neutralizar la base de Singapur y porque, como otros territorios del sudeste asiático, Malasia tenía recursos naturales esenciales para la guerra contra los Aliados. Los japoneses veían además a Singapur como un puerto estratégico que podría servir como base para el lanzamiento de otras ofensivas contra otros intereses aliados en el área.

Mi ataque en Singapur fue un engaño, un engaño que funcionó. Tenía 30 00 hombres y era superado por más de tres a uno. Sabía que si tenía que pelear por Singapur durante un largo periodo, podía haber sido derrotado. Por eso la rendición debía ser rápida. Estuve temeroso todo el tiempo de que los británicos pudieran descubrir nuestra debilidad numérica y nuestra falta de suministros y me forzaran a entrar en una desastrosa pelea callejera.
Tomoyuki YamashitaShores 1992, p. 383.

Los japoneses también procuraron eliminar las fuentes de ayuda caritativa y de filantropía que los chinos de Singapur brindaban a China durante la segunda guerra sino-japonesa. Los chinos étnicos han en Malasia y Singapur habían ayudado por medios financieros y económicos a la resistencia china contra los japoneses, aunque luego la ayuda fue dividida entre los lados contrarios de la guerra civil china, contemporánea a la guerra con Japón. Aunque, oficialmente, el incidente de Xi'an había unido a ambos bandos, el Partido Kuomintang y el Partido Comunista de China, contra los japoneses, los enfrentamientos entre ellos eran todavía corrientes. 
La ayuda había recolectado fondos y comida para aliviar las penurias de la población civil china, así como para apoyar a las fuerzas militares del Kuomintang o el Partido Comunista de China. Tal ayuda había contribuido a ralentizar el avance japonés en China. Tan Kah Kee era un filántropo prominente dentro de la comunidad china de Singapur y un donante financiero importante con muchas ayudas organizadas en su nombre.

## Invasión de Malasia

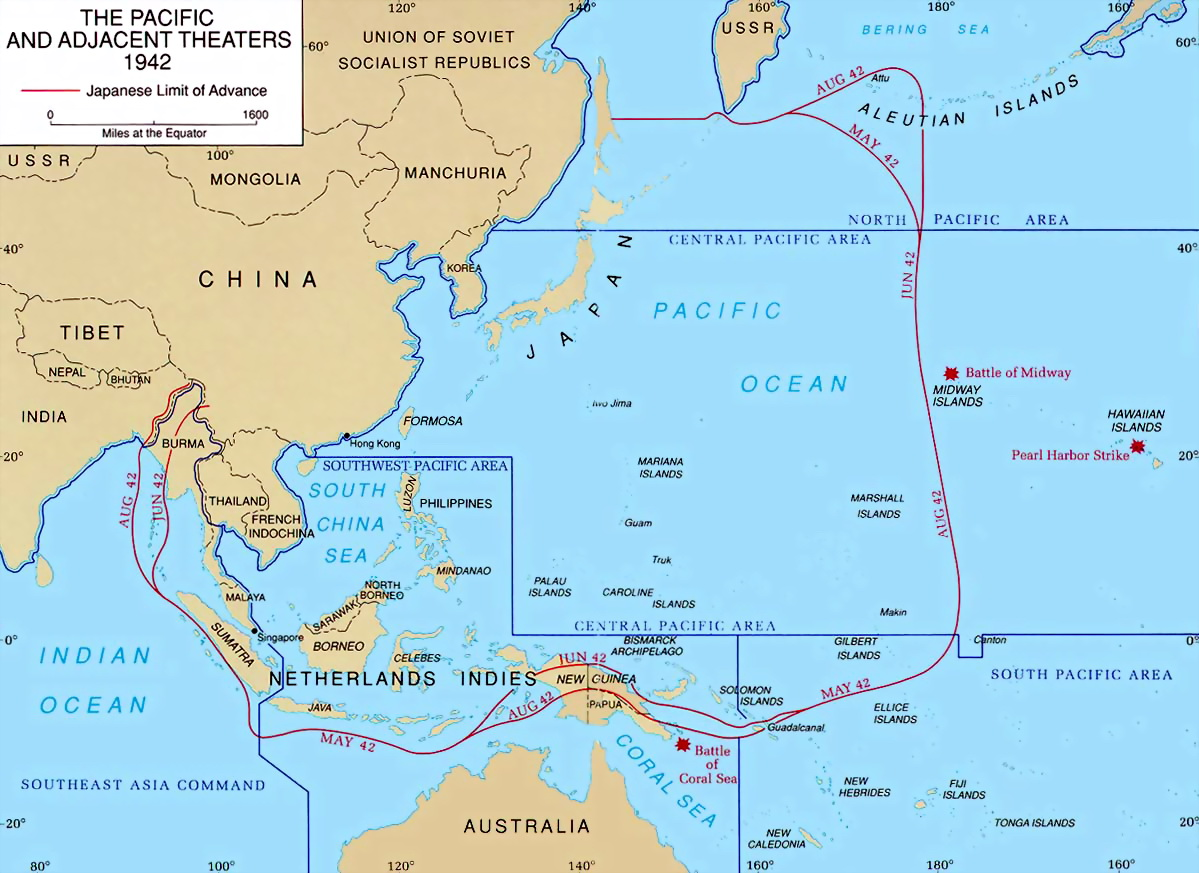
El teatro del Pacífico en 1942, mostrando Singapur en la península malaya (en inglés).

El 25.º Ejército japonés invadió Malasia mediante un asalto anfibio lanzado desde Indochina el 8 de diciembre de 1941. Este fue prácticamente simultáneo con el ataque japonés contra Pearl Harbor, cuyo objetivo era desalentar a los Estados Unidos a intervenir en el sudeste de Asia. Tailandia fue invadida al mismo tiempo por Japón, pero después de una breve lucha fronteriza, el gobierno tailandés permitió que los japoneses usaran las bases militares tailandesas para invadir otras naciones en el Sudeste de Asia, y luego permitió el paso de tropas por Tailandia desde Indochina a Malasia. Por entonces los japoneses comenzaron el bombardeo sistemático de las áreas estratégicas de Singapur, aunque el fuego antiaéreo evitó que la mayor parte de los bombarderos japoneses devastaran la isla; las numerosas incursiones dejaron sin municiones a las baterías antiaéreas.
El III Cuerpo de Ejército indio y varios batallones del Ejército británico contuvieron al Ejército japonés en el norte de Malasia. Aunque el 25.º Ejército japonés era superado en número por las fuerzas aliadas estacionadas en la península, los comandantes japoneses concentraron sus fuerzas correctamente. Además los atacantes contaban con apoyo aéreo cercano, mejor armamento, coordinación, táctica y más experiencia, ya que muchas tropas provenían del teatro chino. Aunque el Servicio Aéreo del Ejército Imperial Japonés disponía de menos aviones, los cazas eran superiores a los del enemigo, sobre todo el Mitsubishi A6M Zero, y esto ayudó a los japoneses a ganar la superioridad aérea. Los Aliados no tenían tanques, factor que les colocó en una severa desventaja.

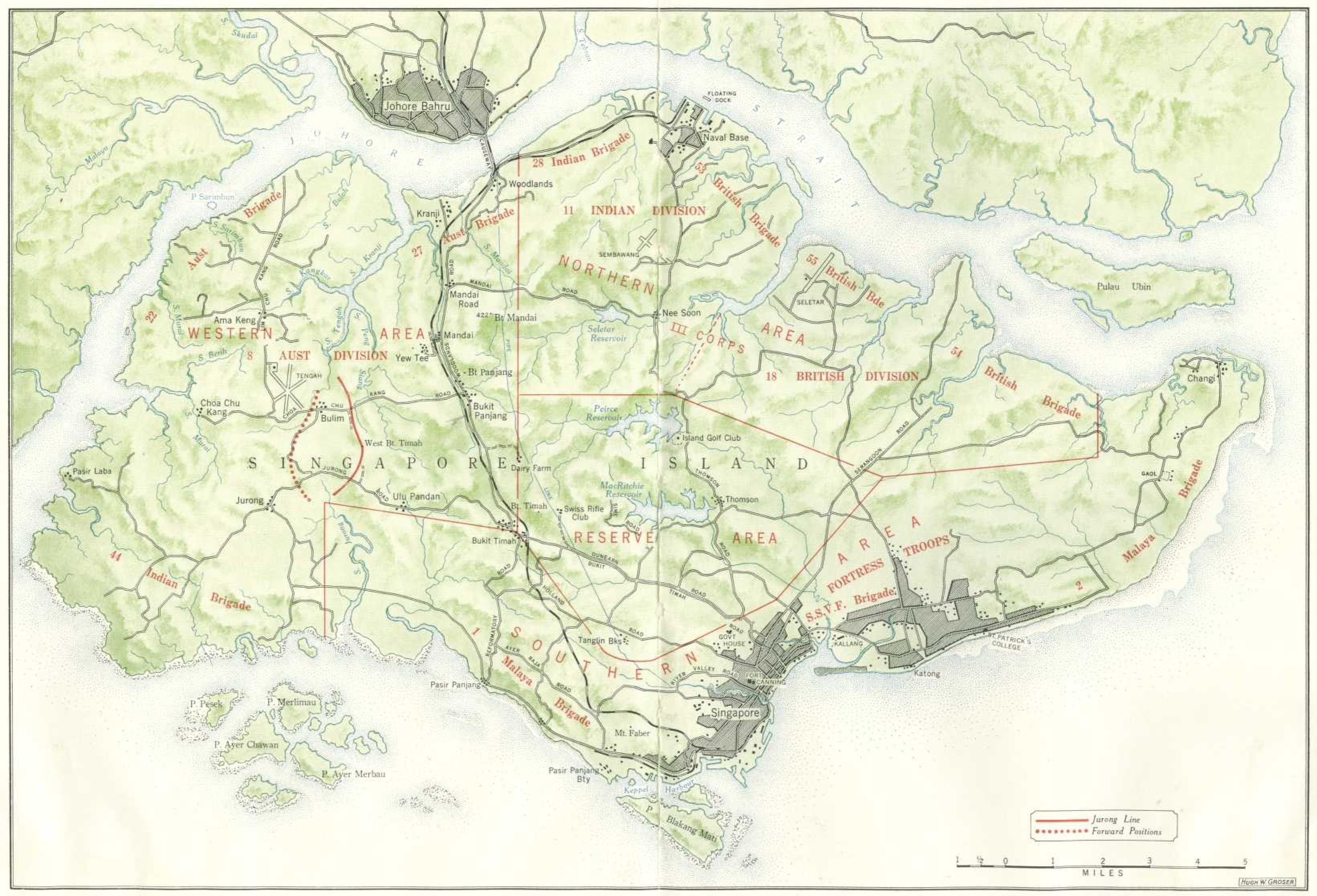
Mapa de la isla de Singapur en febrero de 1942. En rojo, las posiciones británicas.

Los acorazados HMS Prince of Wales y HMS Repulse, junto con cuatro destructores, formando la Fuerza Z, se acercaron al norte de Malasia antes de que los japoneses comenzaran sus incursiones aéreas. Inicialmente, no se pensaba enviar a esta fuerza naval al combate, ya que al considerársela una flota "difícil de hundir", serviría como un arma disuasiva contra los japoneses, que se verían forzados a interrumpir los desembarcos. No obstante, los aviones japoneses hundieron a los dos principales navíos en la batalla del golfo de Siam, dejando la costa oriental de Malasia expuesta. Esto permitió que las tropas niponas continuasen sus desembarcos anfibios con tranquilidad, como dato extra en esa fecha, 8 de diciembre de 1941 terminó lo que se había consolidado tras Trafalgar: la supremacía británica en los mares.
Las fuerzas japonesas aislaron rápidamente a las unidades indias que defendían la costa, las rodearon y forzaron rendiciones masivas. Luego avanzaron hacia la península malaya, aplastando la poco coordinada defensa, a pesar de la inferioridad numérica. Los japoneses también usaron las bicicletas y tanques ligeros para transportar a su infantería, lo que significó el movimiento rápido de sus fuerzas por la selva.
Después de que otras unidades aliadas, incluida la 8.ª División australiana, se unieran a la campaña, los japoneses impidieron que se reagruparan, invadiendo las ciudades, y luego avanzaron hacia Singapur. La ciudad era como un ancla para las operaciones del Comando "Australiano-Holandés-Británico-Estadounidense" (ABDACOM), el primer comando conjunto aliado de la Segunda Guerra Mundial, que demostraría ser completamente ineficaz.
El 31 de enero, las últimas fuerzas aliadas dejaron Malasia y los ingenieros aliados detonaron los puentes que cruzaban el estrecho de Johor. Esto no significó nada, ya que infiltrados japoneses —muchos disfrazados como civiles de Singapur— cruzaron después los estrechos de Johor en botes inflables.

## Preparativos

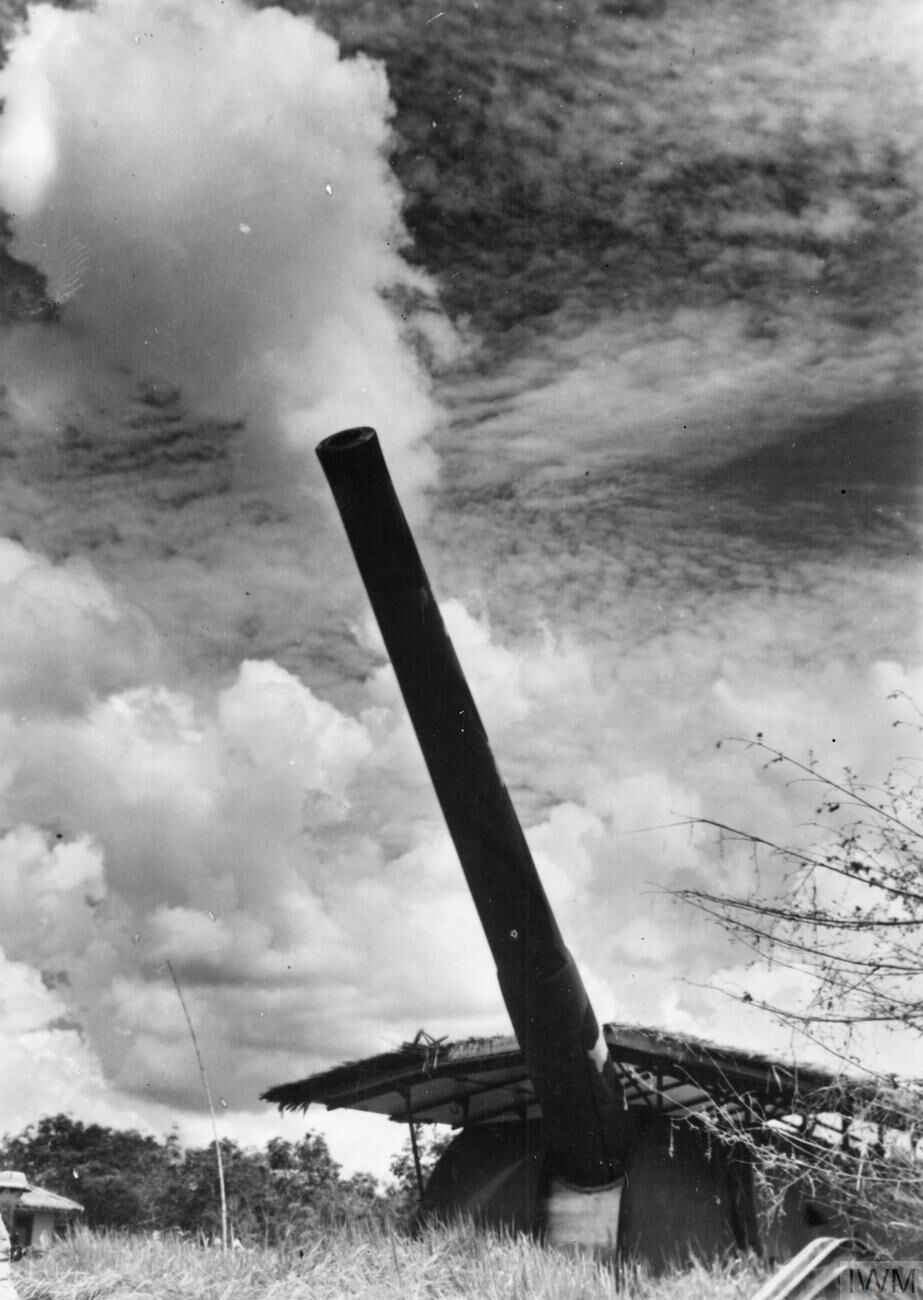
Uno de los cañones de defensa costera de 15 pulgadas de Singapur elevado para disparar.

El comandante aliado, el teniente general Arthur Percival, tenía 85 000 soldados en cuatro divisiones. Había aproximadamente 70 000 soldados de primera línea en 38 batallones de infantería: 17 indios, 13 británicos, 6 australianos, 2 malayos y 3 batallones de ametralladoras. La 18.ª División de Infantería británica, recién llegada bajo el mando del mayor general Merton Beckwith-Smith, estaba completa, pero carecía de experiencia y entrenamiento. La mayor parte de las otras unidades no contaban con suficientes efectivos a consecuencia de la campaña del continente. Los batallones locales tampoco poseían experiencia y en algunos casos ninguna formación en combate. 
Percival encomendó a las dos brigadas del mayor general Gordon Bennett, de la 8.ª División australiana, la responsabilidad del sector occidental de la isla, incluyendo los puntos de invasión principales al noroeste de la misma. Este era un pantano de manglares rodeado por la selva, interrumpido por ríos y arroyos. La 22.ª Brigada se tuvo que hacer cargo de la defensa de un amplio sector de 16 kilómetros de ancho en el oeste, y la 27.ª Brigada era responsable de una zona de 3650 metros de longitud en el norte. Las posiciones de infantería fueron reforzadas por el 2/4.º Regimiento de Ametralladoras australiano, recientemente llegado. También bajo las órdenes de Bennett estaba la 44.ª Brigada de Infantería india.
El teniente general del III Cuerpo indio (Sir Lewis Heath), la 11.ª División de Infantería india (bajo el mando del mayor general B. W. Key), la 18.ª División británica y la 15.ª Brigada de Infantería india fueron destinadas al sector norte. La Fortaleza de Singapur, inclusive las zonas urbanas principales en el sudeste, estaba al mando del general Frank Keith Simmons, quien mandaba aproximadamente 18 batallones, incluyendo la 1.ª Brigada de Infantería malaya, la Brigada de Fuerza de Voluntarios de Establecimientos de Estrechos y la 12.ª Brigada de Infantería india.
Gracias a los terrenos elevados, el reconocimiento aéreo, los exploradores y los infiltrados como el sultán del palacio de Johore, el comandante japonés, el general Tomoyuki Yamashita y su personal tenían conocimiento de todas las posiciones aliadas. A partir del 3 de febrero, los Aliados fueron bombardeados por la artillería japonesa. Un refuerzo aéreo fue proporcionado por elementos de varios escuadrones de combate aliados, ascendiendo a principios de febrero a aproximadamente 48 Hawker Hurricane y unos 10 Brewster Buffalo, con base en Palembang, Sumatra. Esta fuerza a veces funcionaba bien, pero fue superada en número por los Zero japoneses, que le infligieron pérdidas severas, tanto en el aire como en la tierra en febrero. Los ataques aéreos japoneses en Singapur se intensificaron a lo largo de los cinco días siguientes. Los ataques aéreos y el bombardeo de artillería se intensificaron, interrumpiendo las comunicaciones entre unidades aliadas y sus comandantes y afectando a los preparativos para la defensa de la isla.
Las famosas baterías costeras de gran calibre de Singapur, que incluían una batería de tres cañones de 15 pulgadas y una con dos de 15 pulgadas, recibieron pocos proyectiles de alto poder explosivo (HE) y sobre todo de proyectiles antiblindaje (AP). Los proyectiles AP estaban diseñados para perforar el blindaje de los buques de guerra y eran ineficaces contra la infantería japonesa que venía por tierra. Aunque colocadas en principio para defenderse contra barcos enemigos en los estrechos, la mayor parte de las baterías podía girar hacia el norte y fue utilizada contra los invasores. 
Yamashita tenía sólo 30 00 hombres en tres divisiones: la División de Guardias Imperiales al mando del teniente general Takuma Nishimura, la 5.ª División, a las órdenes del teniente general Takuro Matsui y la 18.ª División, bajo el teniente general Renya Mutaguchi. Las unidades de élite de Guardias Imperiales incluían una brigada de tanques ligeros.

## Los desembarcos japoneses

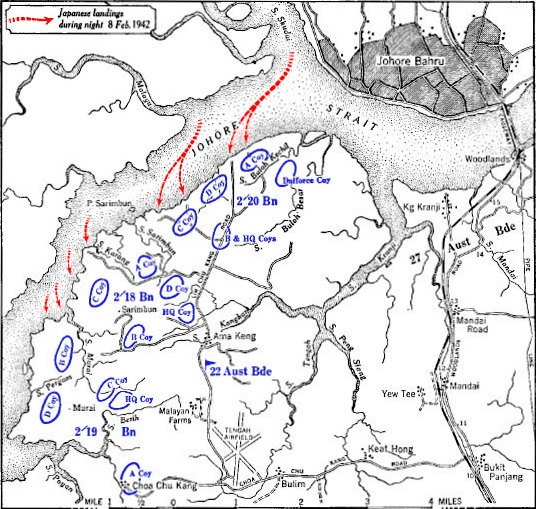
Los desembarcos japoneses en la isla de Singapur.

La destrucción de la carretera elevada había retrasado el ataque japonés durante más de una semana. A las 8.30 p. m. del 8 de febrero, los artilleros australianos abrieron fuego contra los buques que llevaban una primera avanzada de 4000 hombres de las divisiones 5.ª y 18.ª hacia la isla de Singapur. Los japoneses asaltaron la playa Sarimbun, en el sector controlado por la 22.ª Brigada australiana, al mando del general de brigada Harold Taylor.
Los enfrentamientos feroces duraron todo el día, pero finalmente la superioridad japonesa en artillería, aviones e inteligencia militar comenzó a surtir efecto. En el noroeste de la isla, abrieron brechas en las líneas aliadas, como en los ríos y las calas. Antes de la medianoche, las dos brigadas australianas estaban sin comunicaciones entre la una y la otra y la 22.ª Brigada fue obligada a retirarse. A las 1 a. m., desembarcaron refuerzos japoneses en el noroeste de la isla y se replegaron las últimas reservas australianas. Hacia el alba del 9 de febrero, las posiciones de la 22.ª Brigada fueron tomadas o cercadas, y el 2/18.º Batallón de Infantería australiano había perdido más de la mitad de sus efectivos.

## Combates aéreos

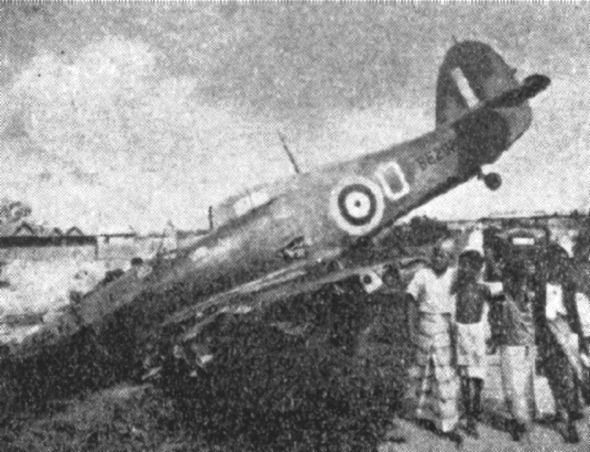
Un Hawker Hurricane inglés del Escuadrón 232 de la RAF fue derribado el 8 de febrero en la carretera de la Costa Este.

El 8 de febrero también se dieron numerosos combates aéreos sobre la playa Sarimbun y otras áreas occidentales de la isla. En el primer encuentro, diez Hurricane despegaron del aeródromo de Kallang para interceptar una formación japonesa de unos 84 aviones que volaban desde Johore para proporcionar cobertura aérea a las tropas invasoras. En dos combates, los Hurricane derribaron seis aviones japoneses, con la pérdida de uno propio, tras lo cual volaron de vuelta a Kallang para repostar y regresar al combate.
Los combates aéreos continuaron sobre la isla el resto del día y antes del anochecer los escuadrones aliados habían sufrido pérdidas notables. Kallang fue intensamente bombardeado por la aviación y la artillería, por lo que dejó de servir como base aérea. Los Hurricane restantes y los Buffalo fueron retirados a Palembang, en la isla de Sumatra. Ningún avión aliado volvió a ser visto sobre Singapur. Los japoneses habían conseguido el control completo de los cielos.
El segundo día, Percival seguía creyendo que los desembarcos adicionales ocurrirían en el nordeste y no reforzó a la 22.ª Brigada. Durante el 9 de febrero, los desembarcos japoneses se produjeron en el sudoeste, donde se encontraron a la 44.ª Brigada india, lo cual obligó a que las unidades aliadas se retiraran al este. Bennett decidió formar una línea defensiva secundaria.
La 27.ª Brigada australiana del general de brigada Duncan Maxwell, al norte, no afrontó asaltos japoneses hasta que los Guardias Imperiales desembarcaron a las 10 p. m. el 9 de febrero. Esta operación fue desastrosa para los japoneses, que sufrieron bajas considerables por los morteros australianos y las ametralladoras, y la quema del petróleo que se había esparcido en el agua. Un reducido número de guardias alcanzó la orilla y formó una cabeza de playa pequeña.
El orden y los problemas de control causaron grietas en la defensa aliada. Maxwell era consciente de que la 22.ª Brigada estaba bajo una presión creciente, pero era incapaz de ponerse en contacto con Taylor y advertirle del envolvimiento. A pesar del éxito de su brigada, y en contravención a las órdenes de Bennett, Maxwell ordenó que se retirara de Kranji en el norte. Los Aliados perdieron así Kranji-Jurong, crucial para la defensa, traspasando el lado occidental de la isla, así como las playas que lindaban con la carretera elevada.

## La brecha japonesa

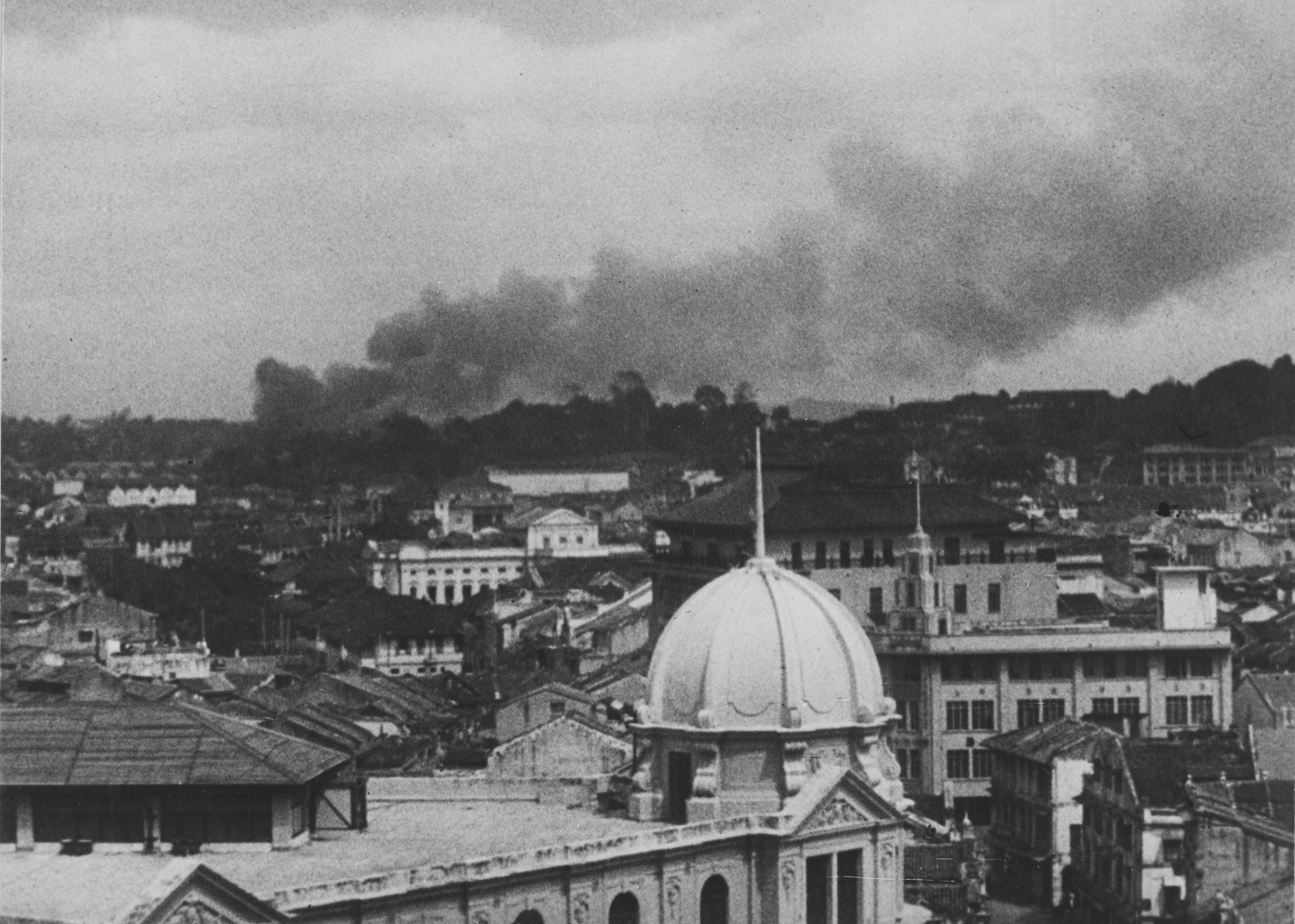
Vista de Singapur ardiendo tras un ataque aéreo a principios de 1942.

La penetración en Kranji hizo posible que los guardias imperiales introdujeran tanques por la brecha y avanzaran rápidamente hacia el sur, evitando a la 18.ª División británica. Sin embargo, las unidades blindadas japonesas desaprovecharon una oportunidad de avanzar hacia el corazón de la ciudad de Singapur.
El 11 de febrero, sabiendo que las provisiones japonesas eran peligrosamente escasas, Yamashita decidió ir al grano y pidió a Percival que "dejara esta resistencia sin sentido y desesperada". En este momento, la fuerza de combate de la 22.ª Brigada, que había sufrido todo el peso de los ataques japoneses, había sido reducida a unos cien hombres. Los japoneses habían capturado Bukit Timah después de una batalla aérea, y se habían apoderado de la mayor parte de las municiones aliadas, del combustible y de los principales abastecimientos de agua.
Al día siguiente, las líneas aliadas se instalaron alrededor de una pequeña área en el sudeste de la isla determinadas a rechazar los asaltos japoneses. La Brigada de Infantería malaya también participó. Un pelotón malayo de 42 soldados, dirigido por el teniente Adnan Bin Saidi, resistió a los japoneses durante dos días en la batalla de Pasir Panjang. Su unidad defendió Bukit Chandu, una zona que incluía uno de los principales almacenes de municiones de los Aliados. El teniente Adnan fue ejecutado por los japoneses después de que su unidad fuera hecha prisionera.
El 13 de febrero, los Aliados seguían perdiendo terreno, por lo que los oficiales de alta graduación aconsejaron a Percival que se rindiera, con el fin de reducir al mínimo las bajas civiles. Percival rechazó esta propuesta.
Aquel mismo día, la policía militar ejecutó a un traidor británico prisionero, el capitán Patrick Heenan, que había sido un oficial de enlace aéreo con el Ejército indio. A Heenan lo mataron en el puerto de Keppel, en el lado sur de Singapur, y su cuerpo fue arrojado al mar. La inteligencia militar japonesa había reclutado a Heenan antes de la guerra, y él usó una radio para comunicarles la ubicación de los aeródromos aliados en el norte de Malasia. Había sido detenido el 10 de diciembre y llevado a la Corte Marcial a fines de enero.
Al día siguiente, las restantes unidades aliadas continuaron luchando; los civiles sumaban casi un millón de personas y se habían refugiado en el área ahora sostenida por los Aliados. Los bombardeos y el fuego de artillería se intensificaron. Las autoridades civiles comenzaron a temer que el abastecimiento de agua se acabara.

## La masacre del Hospital Alexandra

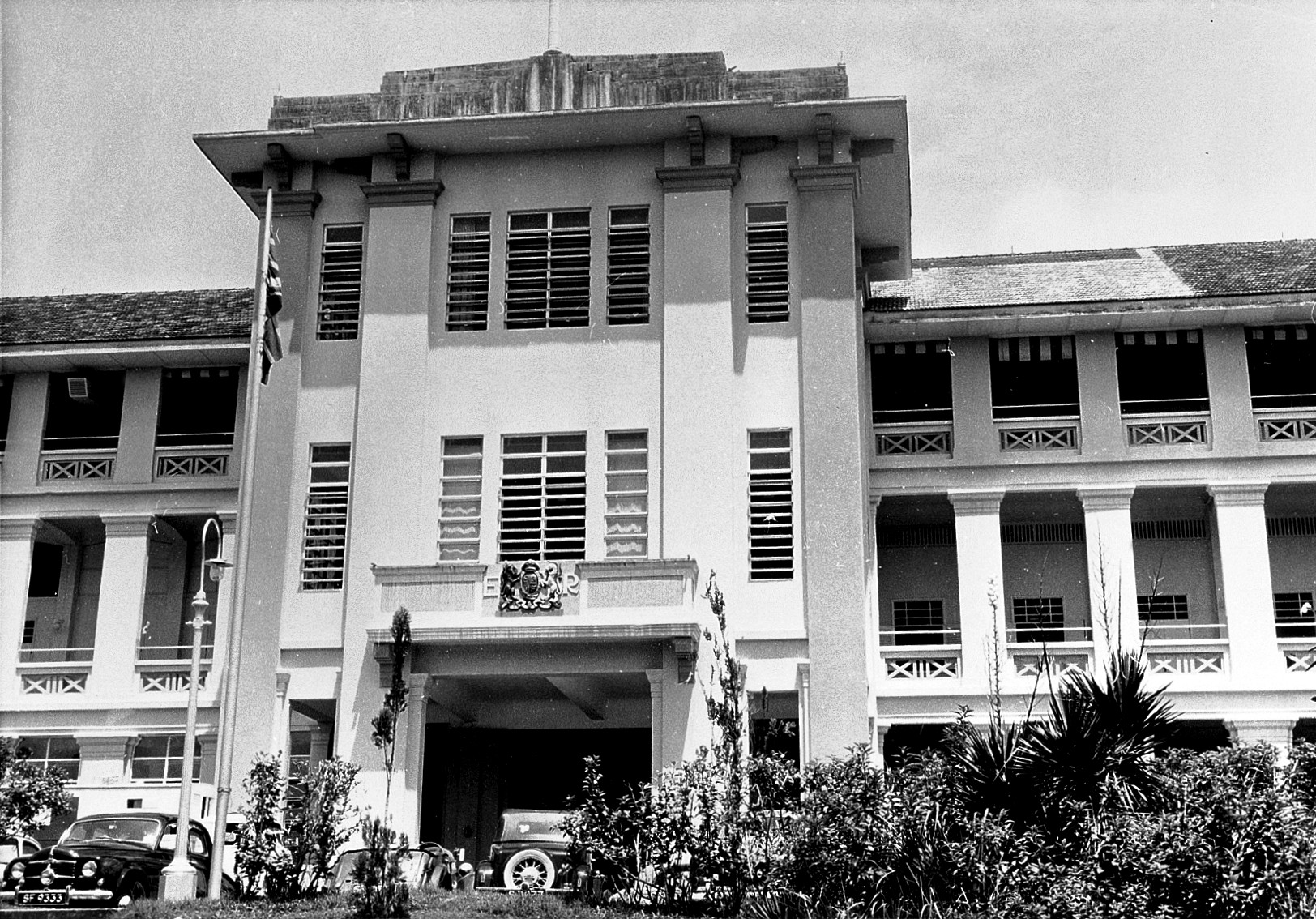
Entrada principal al Hospital Alexandra en Singapur.

Aproximadamente a la 1 p. m. del 14 de febrero, soldados japoneses se acercaron a los barracones del hospital Alexandra. Nadie les ofreció resistencia en el edificio. Sin embargo, los japoneses insistieron en que tropas indias les habían disparado desde el hospital y en represalia atacaron con bayonetas a oficiales médicos, ordenanzas y a algunos pacientes, incluso a un cabo que yacía sobre la mesa de operaciones. 
Al día siguiente, obligaron a unos 200 empleados y pacientes, muchos de ellos incapaces de andar, que caminaran 400 metros hasta un bungaló, donde estuvieron hasta marzo. Unos fueron llevados y algunos que se cayeron en el camino fueron rematados con bayonetas. Los hombres fueron hacinados en una serie de pequeños cuartos mal ventilados y estuvieron encerrados toda la noche, sin agua. Algunos murieron durante la noche a consecuencia de este tratamiento. A la mañana siguiente, se ordenó a los demás prisioneros que formaran en fila y les fusilaron. Tras la rendición japonesa en 1945, varios oficiales japoneses fueron acusados de crímenes de guerra por esta acción.

## La caída de Singapur

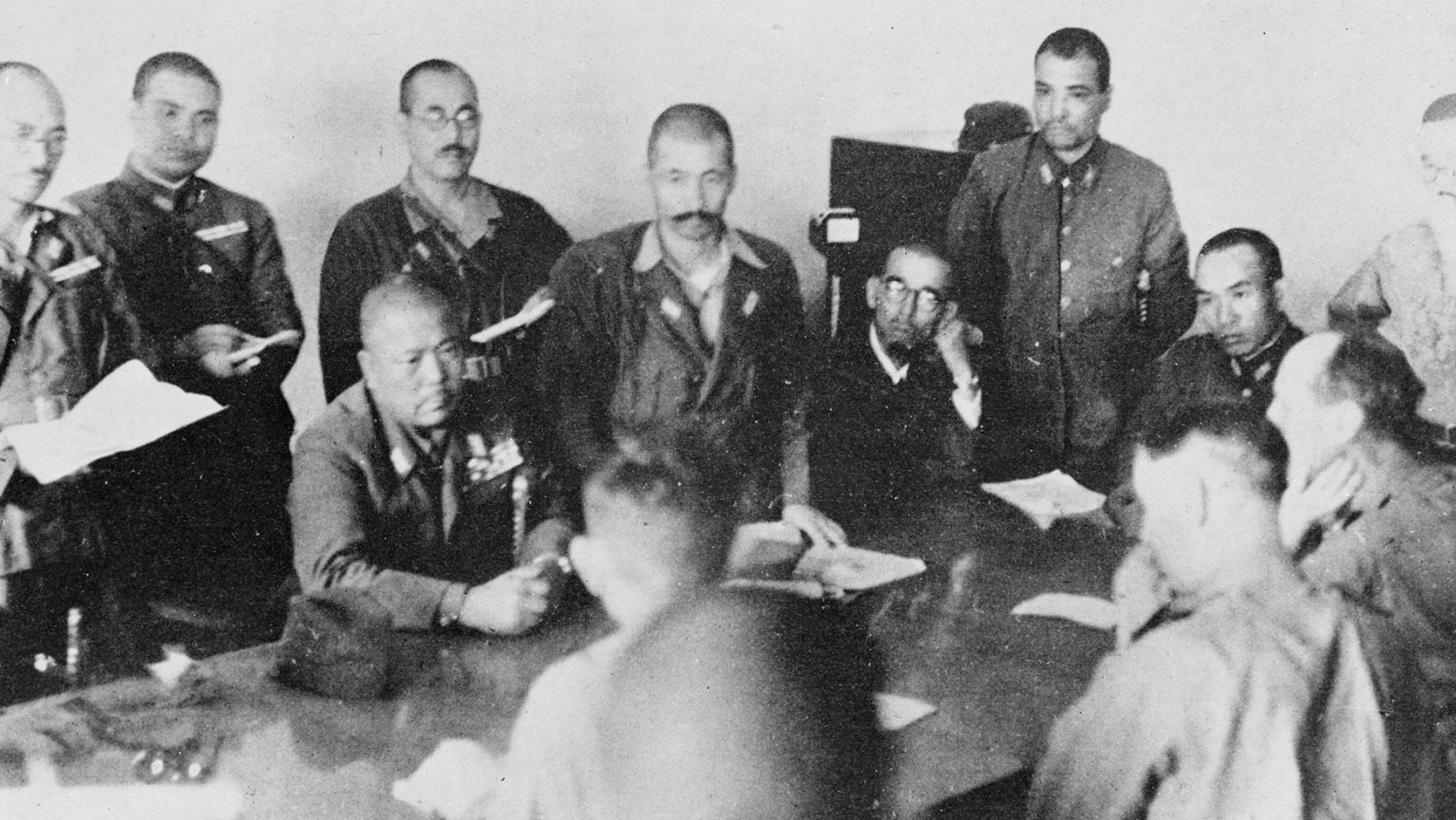
Yamashita (sentado, en el centro) golpea la mesa con el puño para enfatizar sus condiciones: rendición incondicional. Percival se sienta entre sus oficiales, con la mano cerrada sobre la boca.

Antes de la mañana del Año Nuevo Chino, el 15 de febrero, los japoneses se habían abierto camino a través de la última línea de defensa y entre los Aliados comenzaban a escasear la comida y algunas clases de municiones. Los cañones antiaéreos también se habían quedado sin munición y eran incapaces de repeler los ataques aéreos japoneses que causaban bajas en el centro de la ciudad. Después de reunirse con sus comandantes de unidad, Percival se puso en contacto con los japoneses y formalmente rindió las fuerzas aliadas a Yamashita en la fábrica de la Ford Motor. Poco después de las 5:15 p. m. Bennett, junto con algunos de sus oficiales del Estado Mayor, causó cierta controversia cuando entregó el mando de la 8.ª División a un general de brigada y requisó una barca para huir a Australia, a donde consiguieron llegar.
La ocupación japonesa de Singapur había comenzado. La ciudad fue renombrada Syonan-to (en japonés: 昭南島 Shōnan-tō, literalmente "Luz de la Isla del Sur). Los japoneses quisieron vengarse de los chinos y eliminaron a cualquiera que tuviese sentimientos antijaponeses. A causa de la guerra sino-japonesa en curso las autoridades imperiales recelaban de los chinos. Muchos murieron en la masacre de Sook Ching. Las otras etnias de Singapur, como los malayos y los indios, tampoco se salvaron. Los residentes sufrirían grandes privaciones bajo la ocupación japonesa durante los tres años y medio siguientes.

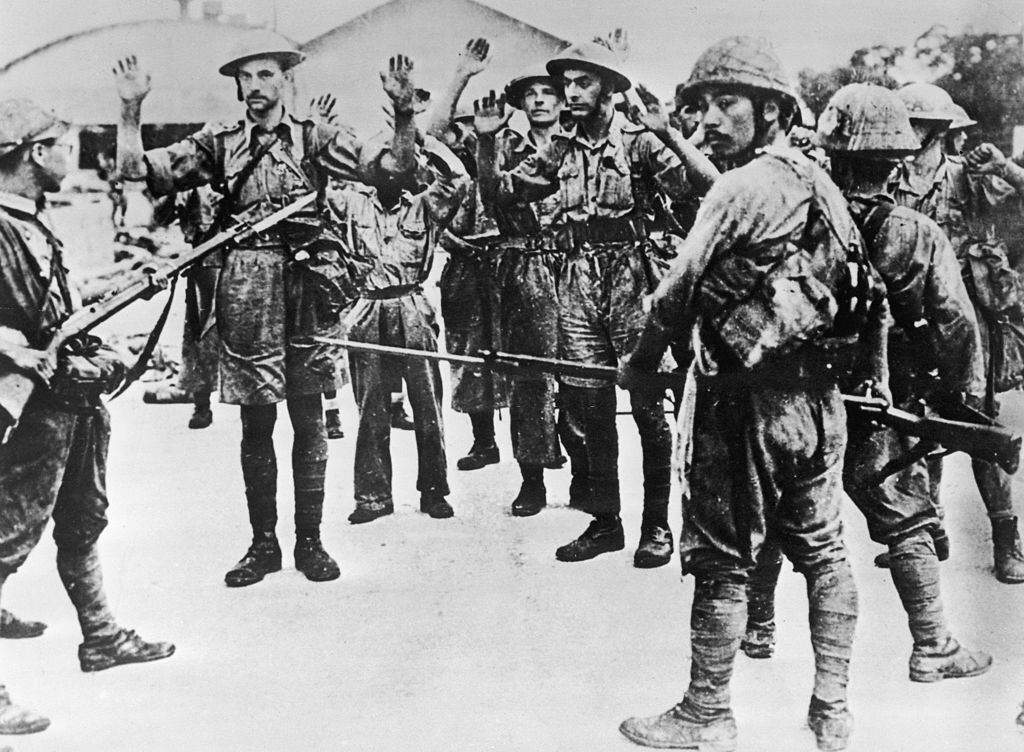
Soldados británicos rindiéndose a los japoneses.

Muchos de los soldados británicos y australianos hechos prisioneros permanecieron en Singapur, en la prisión de Changi. Otros fueron transportados en los conocidos "Barcos del Infierno" a otras partes de Asia, incluso a Japón, siendo utilizados como mano de obra para trabajos forzados, tales como el proyecto del ferrocarril de Siam-Birmania y el aeródromo de Sandakan en el norte de Borneo. Muchos de aquellos prisioneros fallecieron a bordo de los barcos.
Los japoneses estuvieron muy acertados en el reclutamiento de soldados indios hechos prisioneros. De un total de aproximadamente 40 00 soldados indios en Singapur en febrero de 1942, unos 30 00 se alistaron en el Ejército Nacional Indio pro-japonés, que luchó contra las fuerzas aliadas en la Campaña de Birmania. Los otros se hicieron guardias de campos de prisioneros de guerra en Changi. Sin embargo, el resto del personal del Ejército indio se resistió al reclutamiento y permaneció en campos de prisioneros. Un número desconocido fue llevado a zonas ocupadas por los japoneses en el sur del océano Pacífico para trabajos forzados. Muchos de estos hombres sufrieron severas privaciones y brutalidades, al igual que los otros prisioneros en Japón durante la Segunda Guerra Mundial. Aproximadamente 6 00 de ellos sobrevivieron hasta que fueron liberados por fuerzas australianas o estadounidenses entre 1943 y 1945.
En 2013, un escritor de The Economist calificó la caída de Singapur como el peor desastre militar británico desde la retirada de Kabul en 1842 en la primera guerra anglo-afgana. La caída de Singapur también ha sido comparada con otras derrotas británicas significativas como la batalla de Medway en 1667 o la batalla de Majuba en 1881.